# فيل سوري
الفِيِل السَّوَرِي هو إحدى سلالات الفيل الآسيوي المنقرضة الآن والتي يقال بأنها كانت أكثر السلالات انتشاراً نحو الغرب وأكبرها كذلك الأمر حيث كانت تصل في ارتفاعها عند الكتفين إلى 3.5 أمتار (11.5 أقدام)، وقد أكدت بقايا مستحثاتها والرسوم القديمة هذا الأمر. كانت هذه السلالة تستوطن المنطقة الممتدة من إيران حتى سوريا وجنوب تركيا و شمال العراق و فلسطين، وكانت معروفة في التاريخ القديم بين العديد من الشعوب في سوريا مثل الآراميين والرومان والآشوريون كحيوانات حَرْبِيَّة.

## تاريخ السلالة
كانت مسألة وجود الفيلة في شمال سوريا خلال الألفية الثانية إلى الألفية الأولى ق.م محل نقاش بين العلماء منذ أن عثر على المخطوطات المصرية القديمة بالإضافة إلى الآشوريّة التي تذكر عمليّات صيد الفيلة من قبل العائلات الملكيّة في تلك المنطقة. ويعتقد بأن الفيلة كانت مألوفة في تلك الفترة بسبب انتشار مساكنها المفضلة وهي السفانا الحرجية والغابات الثانوية التي كانت تنمو بكثرة بعد أن كانت نسبة الكثافة السكانية منخفضة، إلا أنه خلال الربع الثاني من الألفيّة الأولى ق.م أي خلال العصر الحديدي، إزداد عدد البشر بنسبة كبيرة مما أدى إلى ارتفاع الطلب على الفحم وغيره من أنواع الوقود، وقد أدّى هذا بدوره إلى احتطاب مساحات كبيرة من الغابات التي كانت تعتمد عليها الفيلة لبقائها. وكانت النشاطات البشرية إلى جانب هذا تشمل استخراج الحديد والرمل مما تسبب في تدمير الكثير من الأشجار الباقية وأدّى بالتالي إلى اختفاء الكثير من الفيلة، أما الجمهرات التي بقيت فلعلها كانت صغيرة جدّا وغير كافية لتتكاثر بشكل وافي خصوصا وأنها كانت لا تزال تصاد بصورة واسعة، كما أنها كباقي الأفيال لا تنجب سوى صغيرا واحدا كل سنتين، أي أن هذه النسبة لم تكن كافية لتضمن لها استمرارها مما أدّى إلى انقراضها نهائيّا ما بين القرنين الثامن والسابع ق.م.

### أصل السلالة وعلاقتها بالبيئة حولها
ليس هناك من معلومات مؤكدة حول علاقة هذه السلالة بالبيئة التي كانت تسكنها، ويقول بعض العلماء أن دراسة الفيلة الإفريقية التي استوطنت الصومال حتى فترة قريبة نسبيا يمكنه أن يلقي الضوء حول طريقة عيش الفيلة السوريّة، فالفيلة في الصومال كانت تعيش في ظروف وبيئة مشابهة لبيئة السهوب الجافة في سوريا والدول المجاورة ويمكن بالتالي لهذا أن يدلّ على كيفيّة تكيّف هذه السلالة مع بيئتها ويظهر السبب العائد إلى بروزها في الكتابات القديمة من منتصف الألفية الثانية ق.م وحتى اختفائها ما بين القرنين الثامن والسابع ق.م، كما أن دراسة عادات غذاء الفيلة الحالية يمكنه أن يساعد على تحديد مظهر السلالة السوريّة كما يفترض البعض الأخر من العلماء. ويعزو البعض اختفاء هذه الفيلة إلى الغزو الآشوري لبلاد الشام مما كان بثابة الضربة القاضية التي أفنت السلالة وقضت على ماتبقى منها من أفراد.
يعتبر أصل هذه السلالة غير واضح، فالبعض يقول بأنها كانت من بقايا جمهرة أكبر من الفيلة الآسيوي التي كانت تقطن المنطقة خلال العصر الجليدي الأخير ومن ثم تراجعت أعدادها بعد ارتفاع درجات الحرارة العالميّة، إلا أن عالمين أخرى ن (وينتر وكولون) يفترضان بأن عدد القطعان الصغير الذي أشير إليه في النصوص المصرية والآشورية بالإضافة لنطاق انتشارها المحدود وعدم وجود نصوص أكثر قدما تشير إلى شمال سوريا كمصدر لتجارة العاج يرجّح أن تكون هذه الجمهرة من الفيلة قد أستقدمت من الهند أو من الشرق الأقصى كحيوانات حربيّة أو للعمل وأطلق سراحها فيما بعد أو هرب البعض منها من الأسر وعاش بريّا، إلا أن هذا الأمر لا يزال غير مؤكد حتى الآن.

### علاقة السلالة بالإنسان
كان الحرفيون القدماء يقومون بصنع منحوتات عاجِيَّة من أنياب هذه الأفيال التي عاشت في السهوب السُّوُرِيَّة، وقد بلغت هذه الصناعة أوجها في بداية الألفية الأولى ق.م عندما كان الآراميون يصنعون أثاث منازلهم من الأخشاب المطعمة بالعاج، وَلَعَلَّ هذا أيضاً من أحد الأسباب التي أدت إلى تناقص أعداد الفيلة السورية وانقراضها في النهاية خصوصاً وأن الطلب على هذه السلع كان كبيراً خلال تلك الفترة.
وَلَعَلَّ أكثر ما اشتهرت به الفيلة السورية هي كونها حيوانات حَرْبِيَّة، فقد قام العديد من الشعوب القديمة باستئناسها واسخدامها في المعارك التي خاضوها، وقد ذكرت هذه الحيوانات في التاريخ الهليني كثيراً حيث كان الملوك السلوقيون الذين حكموا بلاد الشام يحتفظون بالعديد من الفيلة الحربية. إلا أن هذه الفيلة كانت على الأرجح فيلة هِنْدِيَّة وليست بِسُوُرِيَّة، من الفيلة التي حصل عليها أولئك الملوك في حملاتهم الشرقية إلى الهند، وَيُؤَيِّد هذا القول ما كتبه المؤرخان اليونانين سترابون وبوليبيوس عن هذا الموضوع حيث قالا أن الإمبراطورين سيلويكوس الأول وآنتیوخوس الثالث امتلكا أعداداً كبيرة من الفيلة الهندية.
ومن المعلومات التاريخية الأخرى عن هذه السلالة وعلاقتها بالإنسان أن هنيبعل كان يمتلك فيلاً حَرْبِيَّاً يدعى «سوروس» والذي يعني «السوريّ»، وفي هذه الحالة فَلَعَلَّ أن ذلك الفيل كان ينحدر من الأفيال السلوقية من الشام، وقد قيل بأن ذاك الفيل كان أكبر وأفضل الفيلة الحربية التي احتفظ بها، والجدير بالذكر أن هنيبعل عندما قام بحملته على روما استخدم الفيلة لتنقله وجنوده عبر أوروبة، ولمحاصرة المدينة كذلك الأمر، وَلَعَلَّ كان بعضاً من هذه الفيلة سوريّا بينما كان بعضها الآخر قرطاجياً، أي من إحدى السلالات أو الجمهرات لفيل السفانا الإفريقي التي كانت تقطن شمال أفريقيا قبل أن تنقرض أيضاً. وفي وقت لاحق خلال حكم الإمبراطورية الرومانية، كان يحفر شكل للفيلة على الأختام، وكانت هذه الأشكال تُصَوِّر أفيالاً بأحجام ضخمة جداً.

## وصلات خارجية
- معلومات عن الفيل السوري والفيلة الحربيّة بشكل خاص.
- الفيلة، العاج، والفحم: من منظار بيئيّ.
- فيلة هنيبعل.